# Bonnie and Clyde (Serge Gainsbourg e Brigitte Bardot)
Bonnie and Clyde un singolo di Serge Gainsbourg e Brigitte Bardot, pubblicato nel 1968 dalla Philips in formato 7" e tratto dall'album Bonnie and Clyde.

## Il disco
Il brano si ispira al famoso duo di criminali statunitensi attivi durante la grande depressione. Il testo, tradotto in francese, è tratto dalla poesia The Trail's End, scritta da Bonnie Parker qualche settimana prima della sua morte.

## Cover
La canzone è stata oggetto di cover da parte di numerosi artisti:
- Luna, singolo nel 1995
- Belinda Carlisle, inclusa nell'album Voila del 2007
- Syria
- Steve Wynn, ha incluso una versione del brano tradotto in inglese e cantato con Johnette Napolitano nell'album Dazzling Display